# Mull (humus)
Mull és un tipus d'humus que s'ha format en aerobiosi.
La presència d'una important pedofauna rica en particular en cucs de terra i en macroartròpodes (Diplopoda, Oniscidea) assegura una incorporació ràpida de la fullaraca.
Els mulls, generalment són rics en elements nutritius i presenten una ran capacitat de bescanvi catiònic, per tant són els humus més fèrtils.

## Tipus de mull

### Mull càlcic
És l'humus dels sòls calcaris: Ric en calç activa i en calci intercanviable, és alcalí (pH entre 7,7 i 8,5), ric en àcid húmic floculat en grumolls i cimentat per ions de calci.
L'horitzó O és molt prim, però l'horitzó A està ben desenvolupat i és de color fosc.
La seva estructura grumollosa és estable i la relació C/N és de l'ordre de 10.
Es forma en ecosistemes estèpics sobre un sòl calcari en les terres negres. També es forma sota boscos i prats en sòls calcaris (rendzines negres forestals i rendzines grises en prats).

## Mull forestal (Humus dolç)
És l'humus dels boscos caducifolis temperats sobre el brunisol (sol bru). La mineralització és ràpida i no s'observa horitzó OH, sinó només una fullaraca amb fulles més o menys descompostes (horitzons OL i OF o OL només). En canvi l'horitzó A està ben desenvolupat, és bru amb una estructura grumollosa. El seu pH és de l'ordre de 5 a 6,5. La relació C/N és de l'ordre de 10 a 15. Aquest mull confereix una bona estructura al sòl, una bona aereació i una bona capacitat de bescanvi catiònic. També és el tipus d'humus que es troba a les praderies.